# Sainte Marie de La Tourette

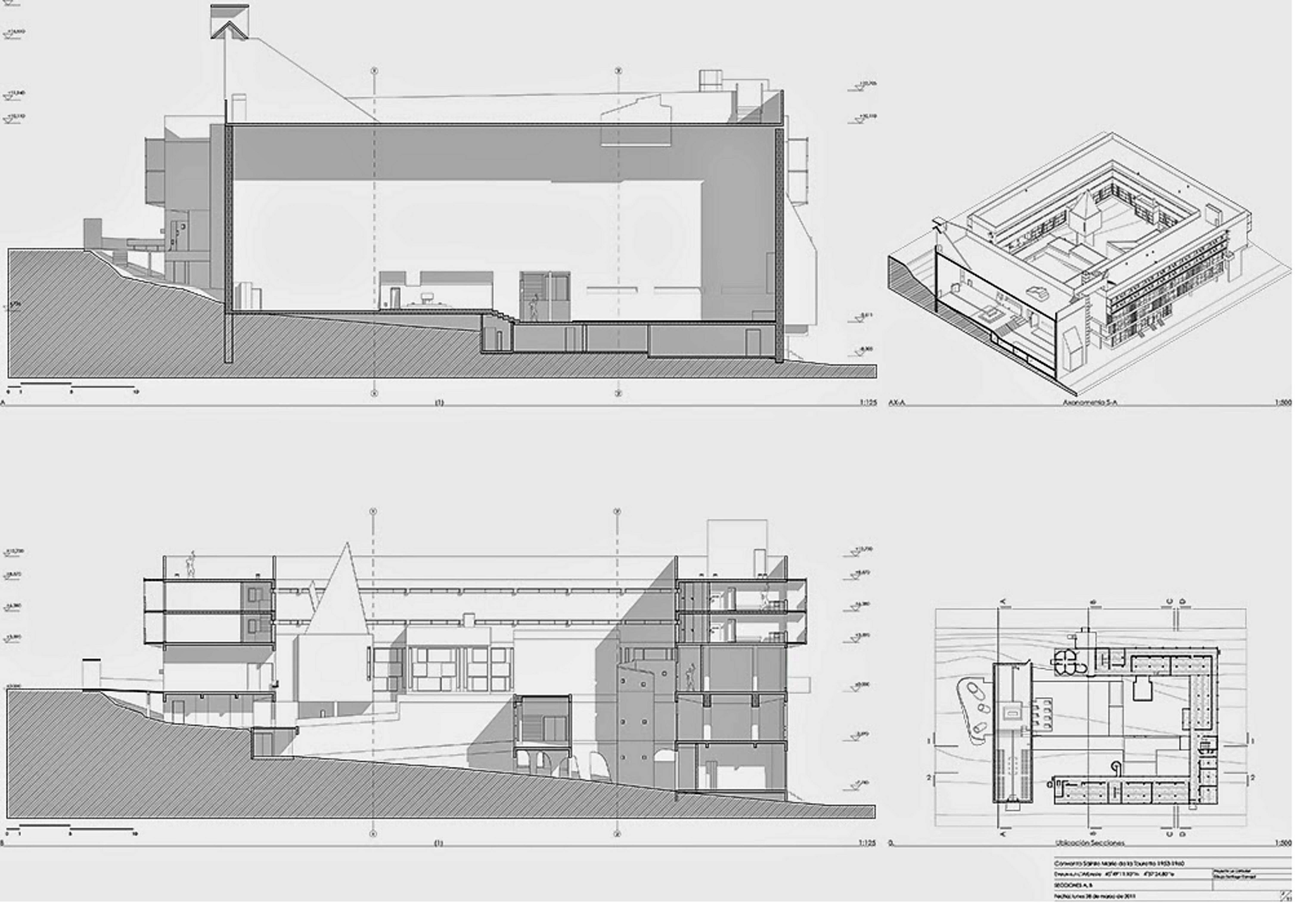
Ritning och längdsnitt.

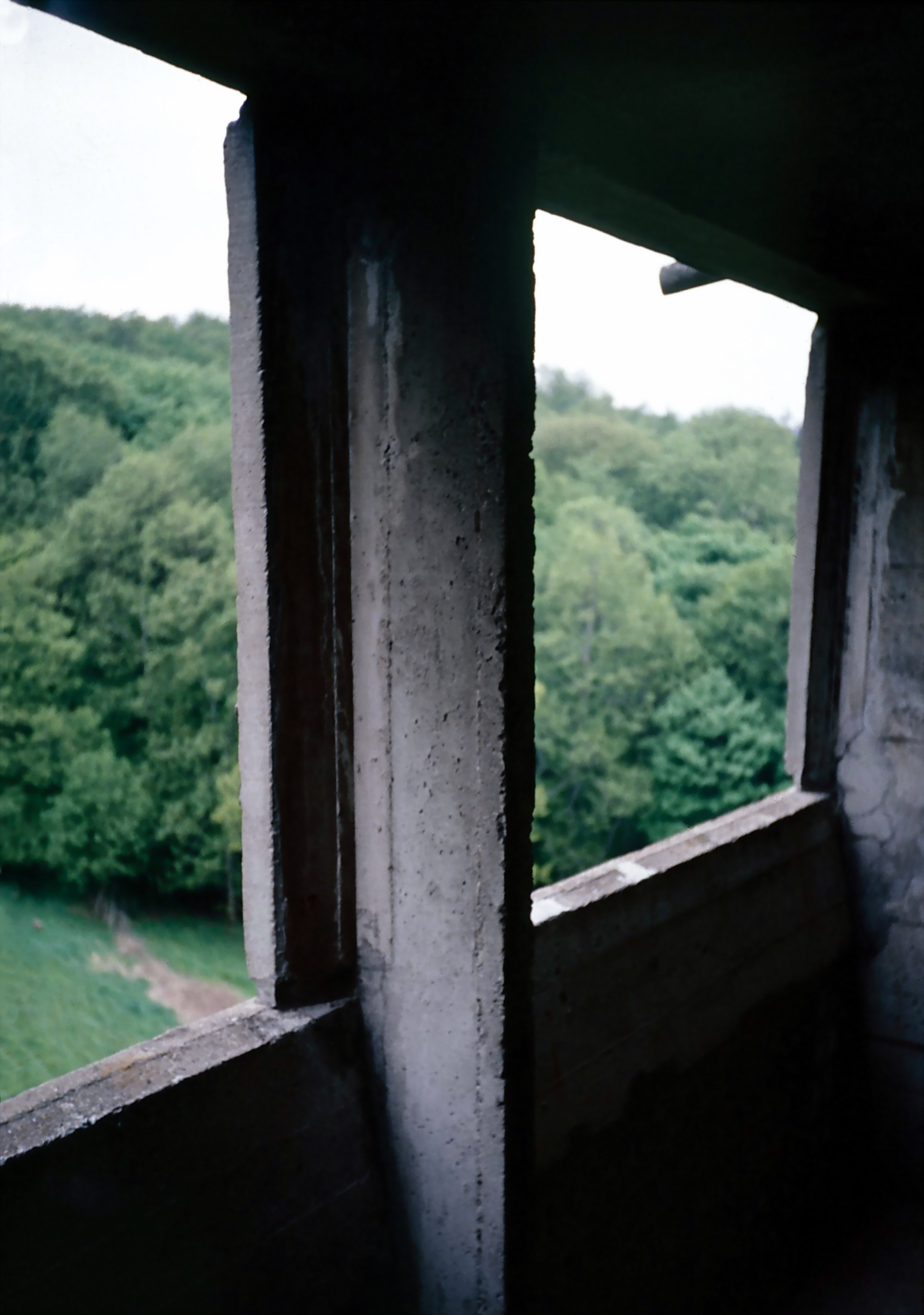
Detalj av loggian.

Sainte Marie de La Tourette, ofta kallat La Tourette, är ett dominikankloster i Éveux utanför Lyon i Frankrike. Klostret uppfördes mellan 1953 och 1960 och ritades av arkitekten Le Corbusier. Det kom att bli ett av hans sista uppdrag och ses idag som ett av de viktigaste exemplen på senmodernism och brutalism.
Huvudbyggnaden är uppförd i en dramatisk sluttning och domineras exteriört av en rå betongfasad som bryts av av rytmiskt utplacerade fönsterband. Byggnaden omger en mindre gård och har plats för upp till 100 munkar. Till klostret hör ett kapell, ett bibliotek och flera verkstäder. Interiören präglas av starka färger på väggarna och får också ett färgat ljus av de många, asymmetriskt utspridda lanterniner som finns på taket. Proportioner och mått är satta enligt Le Corbusiers modulorsystem.